# Севце
Севце (словен. Sevce) — поселення в общині Лашко, Савинський регіон, Словенія. Висота над рівнем моря: 406,1 м.